# Marina Celeste
Marina Celeste est une chanteuse, auteure-compositeure française.

## Jeunesse et début de carrière
Marina Celeste  Marc Collin et intègre en 2004 le groupe Nouvelle Vague qui reprend des tubes de new wave. Ses influences vont de la bossa nova à la pop électronique en passant par un univers onirique.

## Carrière solo

### 2006-2008
Elle sort, en tant qu'auteur compositrice interprète, avec le label Rambling Records et Kwaidan, un premier album de chansons françaises, au style pop bossa électro, au Japon en 2005 Acidulé qui remporte un vif succès. Puis, toujours au Japon, elle sort en 2006, un album de reprises de chansons de films des années 1960 appelé Cinéma Enchanté « au style plus acoustique et easy listening.
Parallèlement, elle participe au deuxième album de Nouvelle Vague Bande à part où elle chante 4 titres : " Fade to Grey ", " O Pamela ", " Waves " et " Eisbär " et continue de tourner avec le groupe, tout en réalisant des concerts sous son nom.

### 2009-2011
Un troisième opus, intitulé The Angel Pop voit le jour en 2011. Cet album est composé, principalement de créations, en français et en anglais, au style pop électro international. Il comporte 4 duos avec le mythique chanteur des The Specials, Terry Hall, dont Our beds are burning de Midnight Oil, revisité façon Nouvelle Vague. 

### Depuis 2011
Elle rencontre ensuite Bogdan Terry, compositeur guitariste et producteur, qui rejoint sa formation sur scène, lors de la tournée anglaise de The Angel Pop en 2011. Ils travaillent ensemble sur son nouvel album Punky Lady, qu'elle joue déjà sur scène.
Marina s'est également produit en mai 2014 sur la scène des Trois Baudets à Paris pour un One woman show nommé Comic Jazz.